# Henri-François Delaborde (historien)
Pour les articles homonymes, voir Henri François Delaborde et Delaborde.
Henri François, comte Delaborde (né à Versailles le 1er juillet 1854, mort à Lausanne le 31 octobre 1927) est un historien français.

## Biographie
Né à Versailles dans une famille de la noblesse d'Empire, Henri François Delaborde est le petit-fils de Henri François Delaborde (général), général de la Révolution, et le fils du peintre Henri Delaborde.
Il entre à l'École nationale des chartes où il rédige une thèse sur les sires de Joinville, qui lui permet d'obtenir le diplôme d'archiviste paléographe (1877). Il est alors nommé membre de l'École française de Rome (1877-1879).
Nommé archiviste aux Archives nationales en 1880, il devient sous-chef de la section historique (1897-1904). Il travaille particulièrement sur le Trésor des chartes, sur lequel il donne plusieurs articles. Mais ses travaux portent plus particulièrement sur les sources narratives de l'histoire de France des XIIIe et XIVe siècles, avec des travaux marquants sur les Grandes Chroniques de France et Guillaume le Breton.
Également auteur de travaux sur Saint Louis, il est nommé à la chaire d'étude critique des sources de l'histoire de France de l'École des chartes, à la mort d'Auguste Molinier en 1904.
Il poursuit alors ses travaux historiques, se voyant notamment confier le Recueil des actes de Philippe-Auguste et est élu à l'Académie des inscriptions et belles-lettres en 1917.
Il est inhumé au cimetière Montmartre dans le mausolée de la famille Delaborde-Guillaume, 16e division près de la séparation 14e et 16e division, partie haute. Il repose avec son père, son épouse Marguerite-Félicie Petit (1860-1946),

## Décorations
- Officier de la Légion d'honneur (1921)

## Publications
- Expédition de Charles VIII en Italie, Paris, 1888.
- Jean de Joinville et les seigneurs de Joinville, suivi d'un catalogue de leurs actes, 1894.
- Le texte primitif des enseignements de Saint Louis à son fils, 1912.
- Recueil des actes de Philippe II Auguste, 3 vol., Paris, 1916-1966, dont : 
  - [Delaborde 1916] t. 1, Années du règne 1 à 15 (1er novembre 1179 - 31 octobre 1194), 1916, sur gallica (lire en ligne)
  - Jacques Monicat (dir.), Clovis Brunel, Henri-François Delaborde et Charles Petit-Dutaillis, Recueil des actes de Philippe Auguste, roi de France, t. 2 : Années du règne 16 à 27 (1er novembre 1194 - 31 octobre 1206), Paris, Imprimerie nationale, coll. Chartes et diplômes relatifs à l'Histoire de France, publiés par l'Académie des inscriptions et belles-lettres, 1943, XXVIII-552 p. [compte rendu en ligne].
  - [Monicat & Boussard 1966] Charles Samaran (dir.), Jacques Monicat et Jacques Boussard, t. 3, Années du règne 28 à 36 (1er novembre 1206 - 31 octobre 1215), 1966, sur gallica (lire en ligne)

### Sources primaires
- L'acte de mariage de Bénigne Marie Henri François Delaborde et de Marguerite Félicie Petit sur le site des Archives de Paris 8e à la date du 19 juin 1882